# Российско-нигерийские отношения

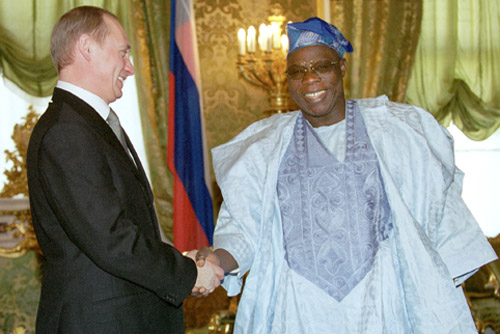
Владимир Путин и президент Нигерии Олусегун Обасанджо, 6 марта 2001 года

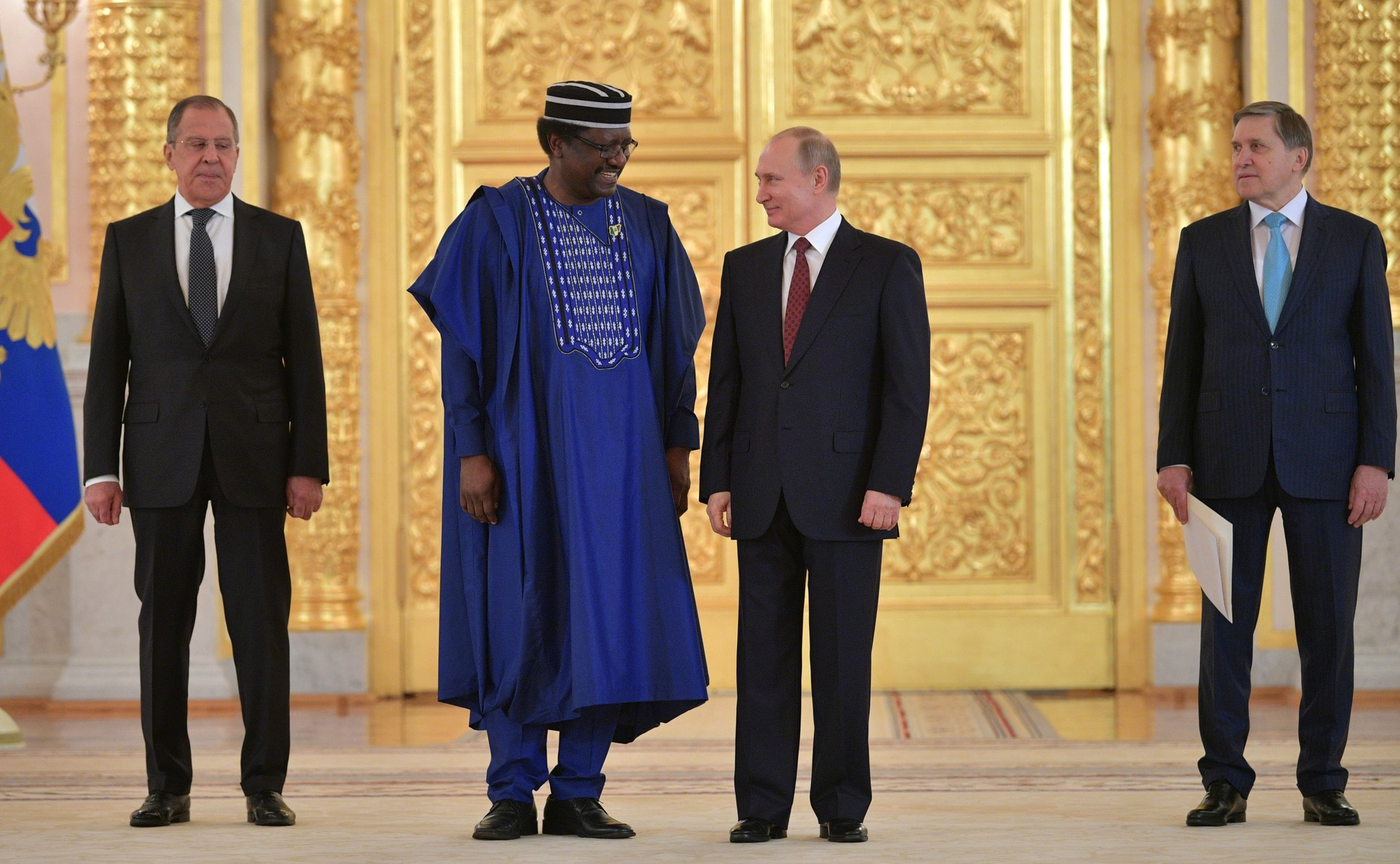
Владимир Путин с послом Нигерии в России Стивом Дэвисом Угбой, 2018 год

Российско-нигерийские отношения — двусторонние дипломатические связи между Россией и Нигерией. Россия имеет посольство в нигерийской столице Абудже (раньше посольство располагалось в Лагосе — бывшей столице Нигерии), Нигерия имеет посольство в Москве. Посол России в Нигерии – Андрей Подъёлышев, посол Нигерии в России – Абдуллахи Иибаиквал Шеху.

## Двусторонние отношения
Дипломатические отношения между Нигерией и Советским Союзом были установлены 25 ноября 1960 года.
Российско-нигерийские отношения считаются весьма доброжелательными. Во время Гражданской войны в Нигерии (1967—1970) СССР оказывал федеральному правительству политическую и военную помощь в борьбе против самопровозглашённой «Республики Биафра».
В марте 2001 года президент Нигерии Олусегун Обасанджо посетил Москву с официальным визитом. Лидеры России и Нигерии подписали Декларацию о принципах дружественных отношений и партнёрства, а также программу сотрудничества в двустороннем и международном форматах между Россией и Нигерией. 16-18 марта 2009 г. министр иностранных дел Нигерии О.Мадуэкве был в Москве с рабочим визитом для переговоров с Лавровым. 17 ноября 2010 года Сергей Лавров нанёс ответный визит в Абуджу. Он провёл переговоры с президентом и министром иностранных дел Нигерии Г. Джонатаном и Г.О.Аджумогобией. 30 мая 2015 г. спецпредставитель Президента России по Ближнему Востоку и странам Африки, заместитель Министра иностранных дел России Михаил Богданов был принят Президентом Нигерии М.Бухари.
24 июня 2009 состоялся первый в истории двусторонних отношений официальный визит Президента России Дмитрия Медведева в Нигерию. По итогам переговоров с нигерийским президентом Умару Яр-Адуа был подписан пакет важных двусторонних документов.
30 сентября — 1 октября 2010 года в Абудже министр энергетики России Сергей Шматко принял участие в торжествах по случаю 50-летия независимости Нигерии.
Поддерживается связь между парламентами. 14—17 июня 2010 года в Москве с официальным визитом был спикер палаты представителей Нигерии О.С.Банколе. В июне 2018 г. нигерийская делегация во главе с Председателем Сената Национальной Ассамблеи Б.Сараки посетила Москву с официальным визитом, в ходе которого, он встретился с Председателем Совета Федерации Валентиной Матвиенко.
29-31 мая 2017 г. Россию с рабочим визитом посетил Министр иностранных дел Нигерии Джефри Онеяма, во время которого он провёл переговоры со своим российским коллегой Сергеем Лавровым.
23 октября 2019 г. на полях саммита и экономического форума «Россия — Африка» в Сочи состоялась двусторонняя встреча президента России Владимира Путина и нигерийского президента Мохаммаду Бухари. Форум посетила внушительная нигерийская делегация, в которую помимо президента вошли министр иностранных дел Джефри Онеяма, министр нефтегазовых ресурсов Тимипре Силва, министр транспорта Ротими Амаечи и др.

## Экономическое сотрудничество
Нигерия является одним из ключевых торговых партнёров России в Африке южнее Сахары. В 2019 году товарооборот России с Нигерией составил 421 023 619 долларов США (экспорт России в Нигерию — 376 643 900 долларов, импорт России из Нигерии — 44 379 719 долларов). Россия экспортировала в Нигерию продовольственные товары, сельскохозяйственное сырьё (в первую очередь злаки), минеральные продукты, металлы и изделия из них, продукцию химической промышленности, древесину, целлюлозно-бумажные изделия, машины, оборудование и транспортные средства. В структуре импорта России из Нигерии преобладают продовольственные товары и сельскохозяйственное сырьё (в первую очередь какао и продукты из него) и продукция химической промышленности.